# Sentiero Lagh dal Mat
Als Sentiero Lagh dal Mat wird die Schweizer Wanderroute 726 (eine von 290 lokalen Routen) in den Albula-Alpen bezeichnet.
Der Rundweg startet auf der Alp Pescia Bassa (1821 m ü. M.) im Schweizer Kanton Graubünden, führt hinauf zur Alp Li Piani, dann oberhalb der Waldgrenze Richtung Bocchetta Malgina. Etwas unterhalb des Sattels wird der Kulminationspunkt (2556 m ü. M.) erreicht und der Weg wendet sich nach Süden. Nun geht es am Lagh dal Mat, weiteren kleineren Seen vorbei hinüber zum Lagh da la Regina und zum Col d’Anzana an der italienischen Grenze. Dann wendet man sich wieder nach Norden und es geht vorbei an der Capanna Anzana zurück zum Startpunkt.
Das ergibt eine aussichtsreiche Strecke von zwölf Kilometern, wobei man 860 Höhenmeter auf- und abzusteigen hat. Es wird eine Wanderzeit von vier Stunden und 30 Minuten angegeben.
Pescia Bassa (Pfeil in der Karte) kann man über eine schmale Straße von Cavaione (rechts oben in der Karte) erreichen. Auch besteht die Möglichkeit, sich dorthin mit einem Rufbus fahren zu lassen. Falls man davon Gebrauch macht, kann man den Weg in Gegenrichtung gehen und von etwas unterhalb Li Piani den Wanderweg nach Cavaione (in der Karte eingezeichnet) nehmen, wozu etwa 600 Höhenmeter Abstieg erforderlich sind.
Es gibt auch eine Variante zwischen Cavaione und dem Lagh dal Mat unter dem Titel Bergwanderung zum «See des Verrückten», welche 16,6 Kilometer lang ist, auf der man 1661 Höhenmeter auf- und abzusteigen hat und für die sieben bis acht Stunden zu veranschlagen sind.
Eine Bahnanreise kann mit der Berninabahn bis Brusio oder Campascio erfolgen.

## Nachweise
1. ↑  Alle lokalen Routen bei «SchweizMobil».
2. ↑  Lage & Höhen gemäß «geo.admin.ch».
3. ↑  Variante auf «valposchiavo.ch».